# Köteles (Hajdúszoboszló)
Köteles egy Hajdúszoboszlóhoz tartozó település Hajdú-Bihar vármegyében.

## Földrajza

### Fekvése
Hajdúszoboszló centrumától 7 kilométerre fekszik, keleti irányban.

### Története
Az első dokumentum, amelyből Köteles esetleges létezésére következtettek, valószínűleg 1270-ben íródott. Ebben Ohat fia János Pércs faluban lévő birtokát – mivel az Ohat nemzetség az ő halálával kihalt – a szomszédos birtokosnak, Szemere fia Csépánnak adományozták. Van olyan feltételezés, hogy Ohat fia János szomszéd birtokosa Csépán, Pércsen vagy a Pérccsel szomszédos Kötelesen volt részbirtokos.
Köteles első írásos említése 1317-ből származik. Az oklevél arról szólt, hogy Pércs és Köteles falvakból Mártonfia Miklós az őt megillető leánynegyed kiadását kérte nagybátyjától, pércsi Csépánfia Mike mestertől. Közvetlenül 1320 után Mike mester két unokaöccsének, Mártonfia Miklósnak és másik unokaöccsének Mihályfia Ornoldusnak kiadta ezeket.
1335 őszén a Mike fiak együtt jelentek meg Mártonfia Miklóssal a váradi káptalan előtt. Ott birtokcsere-szerződést kötöttek.
A Mike fiak Mártonfia Miklósnak adták ohati részbirtokukat az apátság és a parokiális egyház őket illető kegyúri jogával. A Szent György egyház részbirtokuk előtt állt. Mártonfia Miklós cserébe többek között Köteles fele részét adta át a Mike fiaknak.
Mike fiai és családja 1347-ig osztatlanul birtokolták Köteles felét az átadott Pércs negyedrészével együtt, valamint Hort falut.
Pércsi Mike három fia 1347. július 25-én a váradi káptalan előtt osztoztak meg az akkor már két részből álló – Egyházas Pércs és Egyházatlan Pércs – birtokon, valamint Kötelesen és Horton. A pércsi Szent Péter tiszteletére, a kötelesi Szent György tiszteletére és a horti Szent Demeter tiszteletére emelt egyházak patronátussága továbbra is közös maradt.
A török hódoltság idején Köteles a császári khászhoz tartozott, azonbelül a szolnoki náhijébe. 1565-ben évi jövedelmét 5500 akcsére becsülték. 1583–1584-ben viszont Köteles évi jövedelme már csak 1700 akcse volt és több más községhez hasonlóan lovasvitézek hűbérbirtoka volt ez is.
A 16. században porták tekintetében Kötelest nem a folyamatos lepusztulás jellemezte. 1552-ben 30 portát, 1572-ben 72 házat írtak össze Kötelesen.
A településről Debrecenbe 1564–1605 között nem történt áttelepedés, 1606–1640 között is csak két olyan személy betelepedéséről lehet tudni, akik Kötelesről jöttek át.
Köteles település a 17. század derekán pusztult el.
Köteles puszta teljesen Hajdúszoboszlóé volt a 18. század elején. Innen meghatározott számú hízóökrök legeltetéséért évenként mintegy 60 magyar forint jövedelmük volt. Azt 1715-ben templomuk újraépítésére fordították. 1720-ban már kötelesi korcsmát is megemlít az összeírás. Ez a csárda már az elpusztult község helyén épült fel (a 18. századi alföldi csárdák egyébként sok esetben valamely elpusztult település helyén alakultak ki és ezek közül is a kötelesi az első ilyen csárdák egyike volt)
1817: Köteles pusztája meg lett vásárolva. Utána a végleges kiosztás után tanácsi határozattal olyan öröklési rendet vezettek be, amely újnak számított a hajdúvárosok tekintetében.
A hajdúvárosokban addig az volt szokásban ugyanis, hogy mindkét ágon lehetett örökölni. A kötelesi prédiumon levő földet viszont már leányág nem örökölhette, a férfiág kihalása után a föld a tanácsra, illetve a vásárlók közösségére szállt vissza, a tanács pedig a birtokban maradó személyek között osztotta szét a háramlott földet.

### Demográfiai adatok
2011-es adatok szerint a lakónépessége 163 fő, a lakások száma 54.